# Arctia flavescens
Arctia flavescens là một loài bướm đêm thuộc phân họ Arctiinae, họ Erebidae.